# نانسي هيمنيواي بارتون
نانسي هيمنيواي بارتون (بالإنجليزية: Nancy Hemenway Barton)‏ هي فنانة أمريكية، ولدت في 19 يونيو 1920 في Boothbay Harbor, Maine ‏ في الولايات المتحدة، وتوفيت في 23 فبراير 2008 في واشنطن العاصمة في الولايات المتحدة.